# Paola Tiziana Cruciani
Paola Tiziana Cruciani (Roma, 20 gennaio 1958) è un'attrice e regista teatrale italiana.

## Biografia
Nata a Roma nel 1958, dal 1979 al 1981 frequenta il primo Laboratorio di Esercitazioni Sceniche diretto da Gigi Proietti, presso il Teatro Brancaccio di Roma, dove si diploma.
Insieme ad altri colleghi del suo corso (Patrizia Loreti, Shereen Sabet, Rodolfo Laganà, Massimo Wertmüller, Silvio Vannucci) crea il gruppo comico La Zavorra, con cui inizia la sua carriera televisiva e teatrale. Negli ultimi anni si è inoltre dedicata all'insegnamento del mestiere ai giovani aspiranti attori.

### Teatro
Dopo l'esperienza con La Zavorra, conclusasi nel 1984, inizia a lavorare come attrice, autrice e regista. Sono parecchie infatti le sue opere portate in scena da lei (Torno a casa lessa, Cose di casa, Sole 24 ore ed altre) o da altri interpreti. Nella stagione 2008-2009 è in Ultima chiamata di Josiane Balasko, con Pino Quartullo. A novembre del 2010 impersona al Teatro Sistina Eusebia nella commedia musicale di Garinei e Giovannini Rugantino, diretta da Enrico Brignano. Nel novembre 2013 è di nuovo al fianco di Enrico Brignano dei panni di Eusebia, in scena nei teatri di Roma, Milano, Firenze e New York.

### Cinema
Debutta al cinema nel film Fatto su misura del 1984. Da allora recita come caratterista in numerose pellicole; tra le sue principali collaborazioni: Paolo Virzì (con cui ha avuto una lunga relazione e nel 1989 una figlia, di nome Ottavia), Alessandro D'Alatri, Giovanni Veronesi. Nel 1999 è candidata al David di Donatello come miglior attrice non protagonista per il film Baci e abbracci di Paolo Virzì. Sempre con Virzì recita in Tutta la vita davanti del 2008. Nel 2023 ha sostenuto una piccola parte nel film di Paola Cortellesi C’è ancora domani dove interpreta una negoziante, proprietaria di una merceria, che affida alla protagonista Delia (Paola Cortellesi) biancheria e oggetti da rammendare o modificare.

### Televisione
Debutta in Straparole, per la regia di Ugo Gregoretti nel 1981. Seguono diversi varietà come Attore amore mio, Io a modo mio, A come Alice, Al Paradise, Un altro varietà di Antonello Falqui su Rai 2 e molti altri. La sua prima apparizione come attrice in una fiction è in Aeroporto internazionale nel 1985.
Nell'ottobre 2008 è in Anna e i cinque. Nell'aprile 2012 è accanto a Gigi Proietti tra i protagonisti della fiction Rai L'ultimo papa re. Nel 2015 è narratrice di una puntata del programma Techetechete'. Nel gennaio 2019 va in onda la serie La dottoressa Giò, dove interpreta la caposala Gigliola Ardenzi.

## Filmografia

### Cinema
- Fatto su misura, regia di Francesco Laudadio (1984)
- Magic moments, regia di Luciano Odorisio (1984)
- I pompieri, regia di Neri Parenti (1985)
- Condominio, regia di Felice Farina (1990)
- La bella vita, regia di Paolo Virzì (1994)
- Senza pelle, regia di Alessandro D'Alatri (1994)
- Un inverno freddo freddo, regia di Roberto Cimpanelli (1996)
- Addio e ritorno, regia di Rodolfo Roberti (1996)
- La classe non è acqua, regia di Cecilia Calvi (1996)
- Ferie d'agosto, regia di Paolo Virzì (1996)
- Mamma mi si è depresso papà, regia di Paolo Poeti (1996)
- Mi fai un favore, regia di Giancarlo Scarchilli (1997)
- I fobici, regia di Giancarlo Scarchilli (1998)
- Baci e abbracci, regia di Paolo Virzì (1998)
- Le giraffe, regia di Claudio Bonivento (2000)
- Caterina va in città, regia di Paolo Virzì (2003)
- Che ne sarà di noi , regia di Giovanni Veronesi (2004)
- Commediasexi, regia di Alessandro D'Alatri (2006)
- Tutta la vita davanti, regia di Paolo Virzì (2008)
- Questa notte è ancora nostra, regia di Paolo Genovese e Luca Miniero (2008)
- Christine Cristina, regia di Stefania Sandrelli {2009)
- Scialla! (Stai sereno), regia di Francesco Bruni (2011)
- Gli equilibristi, regia di Ivano De Matteo (2012)
- Buongiorno papà, regia di Edoardo Leo (2013)
- Ti sposo ma non troppo, regia di Gabriele Pignotta (2014)
- Le leggi del desiderio, regia di Silvio Muccino (2015)
- Uno anzi due, regia di Francesco Pavolini (2015)
- Sole cuore amore, regia di Daniele Vicari (2016)
- Ora non ricordo il nome, regia di Michele Coppini (2016)
- Nove lune e mezza, regia di Michela Andreozzi (2017)
- Ricchi di fantasia, regia di Francesco Miccichè (2018)
- Detective per caso, regia di Giorgio Romano (2019)
- Il grande salto, regia di Giorgio Tirabassi (2019)
- Siccità, regia di Paolo Virzì (2022)
- Chiara, regia di Susanna Nicchiarelli (2022)
- Beata te, regia di Paola Randi (2022)
- Una gran voglia di vivere, regia di Michela Andreozzi (2023)
- C'è ancora domani, regia di Paola Cortellesi (2023)
- Un altro ferragosto, regia di Paolo Virzì (2024)
- Ma chi ti conosce?, regia di Francesco Fanuele (2024)
- Unicorni, regia di Michela Andreozzi (2025)

### Televisione
- Aeroporto internazionale – serie TV (1987)
- Stazione di servizio – serie TV (1989)
- Amico mio – serie TV, episodio 1x05 (1993)
- Per amore o per amicizia, regia di Paolo Poeti – miniserie TV (1993)
- Le ali della vita, regia di Stefano Reali – miniserie TV (2000)
- Il rumore dei ricordi, regia di Paolo Poeti – miniserie TV (2000)
- Compagni di scuola – serie TV (2001)
- Cuore contro cuore – seconda puntata (2004)
- Una famiglia in giallo – serie TV (2005)
- Distretto di Polizia – serie TV, episodi 5x04-8x18 (2005-2008)
- La buona battaglia - Don Pietro Pappagallo, regia di Gianfranco Albano – miniserie TV (2006)
- Don Matteo 6 – serie TV (2008)
- I liceali – serie TV (2008)
- Butta la luna – serie TV (2006-2009)
- I liceali 2 – serie TV (2009)
- Natale a 4 zampe, regia di Paolo Costella – film TV (2012)
- L'ultimo papa re, regia di Luca Manfredi – miniserie TV (2013)
- I misteri di Laura – serie TV (2015)
- Lampedusa - Dall'orizzonte in poi, regia di Marco Pontecorvo – miniserie TV (2016)
- Immaturi - La serie – serie TV (2018)
- Nero a metà – serie TV, episodio 1x06 (2018)
- La dottoressa Giò – serie TV (2019)
- Permette? Alberto Sordi, regia di Luca Manfredi – film TV (2020)
- Una pezza di Lundini – programma TV (2021)
- Genitori vs influencer, regia di Michela Andreozzi – film TV (2021)
- I bastardi di Pizzofalcone – serie TV, episodi 4x01-4x02 (2023)

### Cortometraggi
- Blackout, regia di Daniele Riccioni (2010)[1]
- Core nero, regia di Antonella Laganà (2018)[2]
- È stato solo un click, regia di Tiziana Martini (2020)

### Pubblicità
- Lavazza (2012)